# 米雷娅·莫斯科索
米雷娅·埃莉萨·莫斯科索·罗德里格斯·德·阿里亚斯（西班牙語：Mireya Elisa Moscoso Rodríguez de Arias；1946年7月1日—）巴拿马政治人物，第34任巴拿马总统，也是該國第一位女總統。

## 生平
米雷娅·莫斯科索1963年加入巴拿马主义党，帮助巴拿马政治家阿努尔福·阿里亚斯参加竞选。1968年刚刚就任总统的阿努尔福·阿里亚斯被军事政变推翻下台，她随其一起流亡美国。1969年在美国与阿努尔福·阿里亚斯结婚。1978年，她与丈夫获准回国。
1991年莫斯科索出任阿努尔福党（改组自巴拿马主义党）主席。1999年5月，她作为反对党联盟候选人在大选中获胜，9月1日就任总统。任期内收回了巴拿马运河的主权。